# Paraguay-Reisratte
Die Paraguay-Reisratte oder Angouya-Reisratte (Sooretamys angouya) ist ein im zentralen und östlichen Südamerika verbreitetes Nagetier in der Familie der Wühler. Sie zählte bis zum Jahr 2006 zur Gattung Reisratten (Oryzomys) und ist seit diesem Zeitpunkt der einzige Vertreter der Gattung Sooretamys. Das Typusexemplar stammt aus dem Departamento Misiones in Paraguay.

## Merkmale
Mit einer Kopf-Rumpf-Länge von 125 bis 215 mm und einer Schwanzlänge von 160 bis 240 mm ist die Art ein großes reisrattenähnliches Tier. Die kräftigen und 25 bis 43 mm langen Hinterfüße sind breit und tragen keine Schwimmhaut. Auf der Oberseite kommen eine Unterwolle mit dünnen Haaren und meist lange weiche Deckhaare vor. Auf dem Hinterteil sind einige Deckhaare borstig. Die Abschnitte der Haare sind braun, gelbbraun orangebraun und schwarz, was ein gesprenkeltes Aussehen erzeugt. Die Unterseite ist manchmal mit grauen und weißen Haaren bedeckt oder sie ist durchgehend hell gelbbraun bis weiß. Der schwarze Schwanz ist mit kleinen und großen Schuppen sowie mit einigen Haaren bedeckt. Typisch sind Ohren mit einem braunen Haarkleid. Die Paraguay-Reisratte hat kurze Haare auf Vorder- und Hinterpfoten sowie dichte Haarbüschel über den Zehen, die fast die gesamten Krallen bedecken. Manche Vibrissen sind sehr lang und erreichen die Rückseite der Ohren beim Zurückbiegen. Es gibt oberseits dunkelbraune Vibrissen mit goldgelben Spitzen und unterseits weiße Vibrissen. Kennzeichnend ist ein langer Schädel. Der diploide Chromosomensatz kann 57 bis 60 Chromosomen enthalten.

## Verbreitung und Lebensweise
Dieses Nagetier lebt in Paraguay, im Nordosten von Argentinien und im östlichen Brasilien vom Bundesstaat Espirito Santo bis fast nach Uruguay. Es hält sich im Flach- und Hügelland auf. Die Paraguay-Reisratte bewohnt die ökologische Zone Mata Atlântica und besucht die angrenzende Savanne Cerrado, wo sie Galeriewälder bevorzugt.
Dieses Nagetier bewegt sich auf dem Boden, in Bäumen und klettert an Lianen. Kleine Nager, die in derselben Falle gefangen werden, werden von dieser Art meist attackiert und öfter getötet. Die Paraguay-Reisratte kann bis ein Meter weit springen und gut im harten Boden graben. Weibchen zeigen im Oktober und November Anzeichen zur Paarung.

## Gefährdung
Regional können sich neue Landwirtschaftsgebiete negativ auswirken. Die Größe der Gesamtpopulation ist nicht bekannt. Die IUCN listet die Art aufgrund der weiten Verbreitung als nicht gefährdet (least concern).